# علی عبدالمالکی
علی عبدالمالکی (زادهٔ ۲۶ مرداد ۱۳۶۷) خواننده، ترانه‌سرا، آهنگساز و تنظیم‌کنندهٔ موسیقی پاپ اهل ایران است.

## زندگی و آغاز فعالیت
علی عبدالمالکی متولد ۲۶ مردادماه ۱۳۶۷ در تهران است، او بزرگ شده محله مسعودیه تهران است. وی در بهمن ۱۳۸۶ آلبوم خدانشناس، با آهنگ‌سازی و تنظیم دی‌جی سروش اس جی ترک که شامل ۸ آهنگ بود را وارد بازار کرد. پس از چند ماه در اردیبهشت ۱۳۸۷ دومین آلبوم خود به نام نامسلمون را دوباره با آهنگ‌سازی و تنظیم دی‌جی سروش اس جی ترک و با همکاری ایمان ظهراب روانهٔ بازار کرد. او نخستین کنسرت خود را در اواخر سال ۱۳۹۰ در نمایشگاه بین‌المللی تهران برگزار کرد. در سال ۱۳۹۴ آلبومی با عنوان مخاطب خاص به‌طور رسمی و با مجوز رسمی از وزارت ارشاد توسط شرکت پخش دنیای هنر منتشر شد.

## بازگشت دوباره به موسیقی
وی پدرش را در کودکی از دست داده‌بود، مادرش نیز در اردیبهشت ۱۳۹۷ درگذشت. او پس از یک سال دوری به عرصهٔ موسیقی بازگشت.

## کنسرت‌های رسمی
وی پیش از انتشار آلبوم رسمی‌اش، کنسرت‌هایی را به روی صحنه برد.
شش کنسرت بزرگ و رسمی در سالن همایش میلاد نمایشگاه بین‌المللی تهران و دو کنسرت در کیش برگزار کرده‌است. علاوه‌بر این، وی کنسرت‌هایی را در شهرهای خرم‌آباد، سرعین، زنجان و چالوس اجرا کرده‌است.

## ترانه‌شناسی
| سال انتشار | نام آلبوم | ماه انتشار | ناشر(ها)  | توضیحات           |
| ---------- | --------- | ---------- | --------- | ----------------- |
| ۱۳۸۶       | خدانشناس  | بهمن       | ...       | آلبوم غیررسمی     |
| ۱۳۸۷       | نامسلمون  | اردیبهشت   | ...       | آلبوم غیررسمی     |
| ۱۳۹۴       | مخاطب خاص | خرداد      | دنیای هنر | آلبوم رسمی و مجاز |

| نام               | ترانه‌سرا                         | آهنگساز        | تنظیم            | میکس و مسترینگ |
| ----------------- | -------------------------------- | -------------- | ---------------- | -------------- |
| هوا دو نفرس       | علیرضا مرتضی‌قلی                  | علی عبدالمالکی | مهران عباسی      | مهران عباسی    |
| وایسا             | علیرضا مرتضی‌قلی                  | علی عبدالمالکی | معین راهبر       | محمد فلاحی     |
| دلم مونده رو دستم | علیرضا مرتضی‌قلی                  | علی عبدالمالکی | علی عبدالمالکی   | مهران عباسی    |
| عشق من            | مهرزاد امیرخانی                  | علی عبدالمالکی | فرشاد یزدی       | محمد فلاحی     |
| مخاطب خاص         | علیرضا مرتضی‌قلی و علی عبدالمالکی | علی عبدالمالکی | مهران عباسی      | مهران عباسی    |
| عکس لب دریا       | نرگس جعفری                       | علی عبدالمالکی | معین راهبر       | محمد فلاحی     |
| یهویی             | علی عبدالمالکی                   | علی عبدالمالکی | علی عبدالمالکی   | مهران عباسی    |
| سخته              | امیر پیرنهان                     | علی عبدالمالکی | پازل بند         | پازل بند       |
| تکیه‌کلام          | علی عبدالمالکی                   | علی عبدالمالکی | مهران عباسی      | مهران عباسی    |
| بی جهت نیست       | مریم اسدی                        | علی عبدالمالکی | امیر بهادر دهقان | محمد فلاحی     |
| هوا بارونیه       | علی عبدالمالکی                   | علی عبدالمالکی | کاووس حسینی      | مهران عباسی    |
| تو حق نداری       | علیرضا مرتضی‌قلی                  | علی عبدالمالکی | امیر فتحی        | محمد فلاحی     |
| گریه نکن          | مهرزاد امیرخانی                  | مرتضی پاشایی   | پازل بند         | پازل بند       |
| همسایه            | زهرا عاملی                       | علی عبدالمالکی | شجاعت شفایی      | شجاعت شفایی    |
| نشد               | علی عبدالمالکی                   | علی عبدالمالکی | امیر فتحی        | سعید شایان     |

تک اهنگ‌های که تا اکنون منتشر شده!
| سال انتشار | نام آهنگ                    |
| ---------- | --------------------------- |
| ۱۳۸۷       | تاکی باید                   |
| ۱۳۸۷       | واسه من سخته                |
| ۱۳۸۷       | منو ببخش                    |
| ۱۳۸۷       | تقصیر تو نیست               |
| ۱۳۸۷       | لباس عروست رخته عزاته       |
| ۱۳۸۸       | یعنی دوسم نداشتی            |
| ۱۳۸۸       | الوداع                      |
| ۱۳۸۸       | دلم                         |
| ۱۳۸۸       | فدات شم                     |
| ۱۳۸۸       | یه دل شکوندم                |
| ۱۳۸۸       | قربون چشمات                 |
| ۱۳۸۹       | نفس                         |
| ۱۳۸۹       | هرچی تو بگی                 |
| ۱۳۸۹       | غصه نخور                    |
| ۱۳۸۹       | علی‌اصغر (ویژه محرم)         |
| ۱۳۸۹       | عمو عباس (ویژه محرم)        |
| ۱۳۸۹       | یاحبیبی                     |
| ۱۳۸۹       | دست اونو نگیر               |
| ۱۳۸۹       | حرف نزن                     |
| ۱۳۸۹       | حیاکن                       |
| ۱۳۸۹       | نشون به این نشونی           |
| ۱۳۸۹       | زبونم لال                   |
| ۱۳۸۹       | چندروز                      |
| ۱۳۹۰       | حقیقت                       |
| ۱۳۹۰       | دردت به جونم                |
| ۱۳۹۰       | حتی                         |
| ۱۳۹۰       | هی تو                       |
| ۱۳۹۰       | دورت بگردم                  |
| ۱۳۹۰       | اه منه                      |
| ۱۳۹۰       | بازم دلم گرفته              |
| ۱۳۹۱       | اون شب                      |
| ۱۳۹۱       | انگاری مریضم                |
| ۱۳۹۱       | اتاق                        |
| ۱۳۹۱       | عذاب وجدان                  |
| ۱۳۹۱       | نشد (ویژه محرم)             |
| ۱۳۹۱       | خوش به حالت                 |
| ۱۳۹۱       | دیر شد                      |
| ۱۳۹۲       | جنون                        |
| ۱۳۹۲       | به درک                      |
| ۱۳۹۲       | کوربودم                     |
| ۱۳۹۲       | داغ دلم                     |
| ۱۳۹۲       | نفس بکش (ویژه محرم)         |
| ۱۳۹۲       | زمستون                      |
| ۱۳۹۲       | روانیتم                     |
| ۱۳۹۲       | عید بی تو                   |
| ۱۳۹۳       | حالیت نیست                  |
| ۱۳۹۳       | پاییز                       |
| ۱۳۹۳       | تهران شلوغه                 |
| ۱۳۹۳       | دوتا داداش (ویژه محرم)      |
| ۱۳۹۳       | کادوی تولدت                 |
| ۱۳۹۳       | یاهیشکی یا تو               |
| ۱۳۹۳       | دریای لعنتی                 |
| ۱۳۹۳       | قیافه می‌گیری                |
| ۱۳۹۴       | چرامن                       |
| ۱۳۹۴       | یهویی ریمیکس                |
| ۱۳۹۴       | اهای                        |
| ۱۳۹۴       | خدابزرگه                    |
| ۱۳۹۵       | چقدر شبیهته                 |
| ۱۳۹۵       | بی‌احساس                     |
| ۱۳۹۵       | بی استرس                    |
| ۱۳۹۵       | کم‌کم                        |
| ۱۳۹۵       | مرسی که هستی                |
| ۱۳۹۶       | نزار برم                    |
| ۱۳۹۶       | بارانم                      |
| ۱۳۹۶       | واسه تو                     |
| ۱۳۹۷       | بی‌معرفت                     |
| ۱۳۹۹       | اعتراف                      |
| ۱۳۹۹       | هوابارونیه (پیانو ورژن)     |
| ۱۳۹۹       | خوش به حالت (ورژن جدید)     |
| ۱۳۹۹       | سلام                        |
| ۱۴۰۰       | ستاره دنباله دار            |
| ۱۴۰۰       | میخوام اروم بشم             |
| ۱۴۰۰       | امشب                        |
| ۱۴۰۱       | تاج سر                      |
| ۱۴۰۱       | اهنگ قشنگ                   |
| ۱۴۰۱       | جنگ                         |
| ۱۴۰۱       | منو یادت نرها               |
| ۱۴۰۲       | آخی                         |
| ۱۴۰۲       | واست بمیرم                  |
| ۱۴۰۲       | عشق است                     |
| ۱۴۰۲       | بیا                         |
| ۱۴۰۲       | دلم تنگته                   |
| ۱۴۰۲       | این هوا میطلبه              |
| ۱۴۰۳       | یه دل شکوندم (آکوستیک ورژن) |
| ۱۴۰۳       | نمیتونم                     |
| ۱۴۰۳       | قصه                         |
| ۱۴۰۳       | قایق                        |
| ۱۴۰۳       | من که نمردم                 |
| ۱۴۰۳       | یه شب                       |
| ۱۴۰۳       | یه شاخه گل                  |
| ۱۴۰۴       | گل پونه                     |